# Рушевине манастира Војсиловице
Рушевине манастира Војсиловице се налазе у насељу Бадовац, на територији општине Приштина, на Косову и Метохији. Рушевине манастира, као сведок постојања Срба и Православне вере у Средњем веку, проглашени су за непокретно културно добро као споменик културе.

## Прошлост манастира
Манастир Војсиловица је био средњовековни манастир који је крајем 18. и у 19. веку потпуно разорен. Рушевине се налазе на само пар километара удаљени од манастира Грачанице, где су њени монаси прешли након што им је матични манастир запустео. Претпоставља се да име Војсиловице долази од титуле грчке „васиљевице“ Симониде, која је, по предању, била ктитор манастира подигнутог у близини последње задужбине њеног мужа, краља Милутина. Стога се Војсиловица, иако неистражена, датује у 14. век. Не зна се коме је манастир био посвећен, Светом Василију Великом или празнику Богородичиног Рођења.
Историјски извори сведоче о постојању преписивачке радионице из које је, током 15. и 16. века, изашао велики број данас сачуваних рукописа. На домак Војсиловице је градић Јањево, некада надалеко познат по својим врсним занатлијама - уметницима, тргу и црквама, од којих до данас ниједна није очувана.

## Основ за упис у регистар
Решење Покрајинског завода за заштиту споменика културе у Приштини, бр. 138 од 23. 2. 1967. Закон о заштити споменика културе (Сл. гласник СР Србије 3/66).